# جولة الإعادة المباشرة

مثال لورقة اقتراع وفق جولة الإعادة المباشرة

جولة الإعادة المباشرة (بالإنجليزية: Instant-runoff voting)‏ هي أحد أنواع النظم الانتخابية التراتبية التفضيلية المستخدمة في الانتخابات التي ينتج عنها فائز وحيد من أكثر من مرشحين اثنين. بدلاً من اختيار الناخبين لمرشح واحد فقط، يقوم الناخبين بهذا النظام بترتيب المرشحين وفق تفضيلهم لهم. يتم عد أوراق الأقتراع على اساس أعلى تفضيل للناخب. إذا حصل أحد المرشحين على أكثر من نصف الأصوات يعتبر هو الفائز. وإذا لم يحصل ذلك، يتم استبعاد أقل المرشحين أصواتاً، وجميع الناخبين الذي كان خيارهم الأول هو المرشح المستبعد، يتم احتساب أصواتهم للمرشح الثاني في ورقة اقتراعهم. يتم تكرار هذه العملية حتى حصول أحد المرشحين على أكثر من نصف الأصوات. بالمقارنة مع التصويت التعددي، يمكن لهذه الطريقة التخفيف من أثر توزع الأصوات عندما يحصل عدة مرشحين على دعم من ناخبين يحملون ذات الفكر.
تستخدم جولة الإعادة المباشرة في الانتخابات الوطنية في العديد من الدول، على سبيل المثال، تستخدم هذه الطريقة في انتخاب أعضاء مجلس نواب أستراليا ومعظم برلمانات ولايات ومقاطعات أستراليا [الإنجليزية] و‌رئيس الهند وأعضاء المجالس التشريعية في الولايات الهندية و‌رئيس أيرلندا وأعضاء الكونغرس في مين في الولايات المتحدة و‌البرلمان الوطني لبابوا غينيا الجديدة. كما تستخدم هذه الطريقة في انتخابات محلية حول العالم، حيث تعتمدها بعض الأحزاب السياسية لانتخاب القادة داخل الحزب وبعض المؤسسات الخاصة، لذلك تستخدم لغايات مختلفة كمنح جائزة الأوسكار لأفضل فيلم. ورد وصف جولة الإعادة المباشرة في كتاب قواعد النظام الديمقراطية كمثال للتصويت التفضيلي.
يطلق على هذه الطريقة أحياناً اسم التصويت البديل (بالإنجليزية: the alternative vote)‏ كما تسمى أيضاً التصويت التفضيلي (بالإنجليزية: preferential voting)‏. يمكن اعتبار جولة الإعادة المباشرة هي عبارة عن نسخة من نظام الصوت الواحد القابل للتحويل ينطبق على الانتخابات التي ينتج عنها فائز وحيد.